# Radioåret 1942

## Händelser

### Okänt datum
- UKV används för första gången av Sveriges Radio.
- Yngve Hugo, tidigare föredragschef, efterträder Carl Anders Dymling som chef för Sveriges Radio.
- Det tredje försvarslånet lanseras under våren. Landshövdingarna håller tal som sänds ut lokalt, en teknisk nymodighet.
- Sveriges Radio inför personliga hälsningar till svenskar i utlandet.

## Radioprogram

### September
- September: The Brains Trust sänds första gången under denna titel i BBC Home Service.[1]

## Födda
- 27 november - Ulf Elfving, svensk programledare.

### Fotnoter
1. ↑  ”The Brains Trust”. Radio Days. http://www.whirligig-tv.co.uk/radio/brainstrust.htm. Läst 6 oktober 2010.